# Киевские отголоски
«Киевские отголоски» — щоденна газета, що виходила в Києві у 1906. Висвітлювала, зокрема, літературні питання. У січні 1906 року вийшли два номери замість газети «Киевские отклики».
Редактором газети був А. П. Гармаш, разом з ним працювали В. С. Семяновський та Ф. Д. Ліпман.
Видання продовжувало нумерацію колишньої назви, таким чином вийшли номери 1906 № 125 (4-VI) та останній № 217 (6-IX).
Постановою генерал-губернатора від 6 вересня 1906 року видання газети було призупинено з огляду на «шкідливий напрям» на весь час дії воєнного стану. Передплатникам розсилалася газета «Київський голос».
Цензурна справа: Головне управління у справах друку, II відділ, № 382—1906.